# مشرف (اسم)
مُشَرَّف اسم علم مذكر عربي، بمعنى المكرم المعظم الممجد، نادر الاستعمال في تسمية الأشخاص.

## معنى الاسم
أصل الاسم من الفعل شَرَّفَ، وهو اسم مفعول للفعل شَرَّفَ ومعناه المحترم، الموقَّر، الممَجَّد. مَنْ نال الشرف، وحظي بالمرتبة السامية.